# ایر کارائیب
ایرکارائیب یک شرکت هواپیمایی اقتصادی و ارزان قیمت متعلق به کشور فرانسه است که پرواز های خود را از جزایر غربی فرانسه در دریای کارائیب به مرکزیت فرودگاه بین‌المللی پوانت آ پیتر گوادلوپ به شهرهای مختلف آمریکای مرکزی و فرودگاه اورلی پاریس برگزار می کند. ناوگان هوایی این شرکت متشکل از ایرباس ای۳۳۰ ، ایرباس ای۳۵۰ و هواپیماهای کوتاه برد ای‌تی‌آر ۷۲ می باشد.